# FK Hajduk Beograd
Fudbalski klub Hajduk Beograd  (srpski: Фудбалски клуб Хајдук Београд), odnosno Hajduk, Hajduk Beograd ili Hajduk Lion je nogometni klub iz Beograda, Republika Srbija. 
 
U sezoni 2017./18. nastupa u Beogradskoj zoni, ligi četvrtog stupnja nogometnog prvenstva Srbije.

## O klubu
Početak djelovanja "Hajduka" seže u 1936. godinu spajanjem tri kluba s područja Zvezdare - "Oplenca", "Banata" i naknadno "Podunavca" u klub naziva "Banat" (prijašnji "Banat" je posjedovao kompletnu opremu). 
 Na skupštini održanoj 6. listopada 1937. godine odlučeno je da klub službeno postane "Hajduk", nakon što je preko članova skupštine došao u posjed opreme bivšeg istoimenog kluba iz beogradskog naselja Mostar. Klub je službeno registriran 1938. godine. 
 Za vrijeme Drugog svjetskog rata klub nije djelovao. 
 
Rad kluba se obnavlja 1951. godine. Igralište na kojem se nalazi današnji stadion u dijelu Zvezdare naziva Lion je otvoreno 1953. godine. 

Za vrijeme Socijalističke Jugoslavije klub je uglavnom nastupau u beogradskim ligama. U sezonama 1999./2000. i 2004./05. klub je nastupao u Prvoj ligi SR Jugoslavije, odnosno Srbije i Crne Gore. 

## Uspjesi

### Kraljevina Jugoslavija
IV. razred grupa Morava
- 1940./41. (nedovršeno)

### FNRJ / SFRJ
Prva A Beogradska liga
- 1977./78.

### SRJ / SiCG
Druga liga -  Istok
- 2003./04.

Srpska liga - Sjever
- 1993./94.

### Srbija
Srpska liga - Beograd
- 2006./07.

## Poznati igrači
- Stanislav Karasi

## Poveznice
- sites.google.com/hajdukbeograd - internet prezentacija FK Hajduk Beograd  Arhivirana inačica izvorne stranice od 14. travnja 2017. (Wayback Machine)
- srbijasport.net, Hajduk Beograd, profil kluba
- srbijasport.net, Hajduk Beograd, rezultati po sezonama